# Mario Uchard
Mario Uchard, född den 28 december 1824 i Paris, död den 31 juli 1893, var en fransk författare.
Uchard gifte sig 1853 med skådespelerskan Madeleine Brohan. Slitningarna i äktenskapet, som upplöstes efter två år, gav honom ämne till skådespelet La Fiammia (1857), som omedelbart gjorde sin rund även över utlandets skådebanor (uppförd i Stockholm samma år). Intet av hans övriga teaterstycken hade liknande framgång, varemot hans romaner Le mariage de Gertrude (1862), Une dernière passion (1865), Mon oncle Barbassou (1876; svensk översättning "Onkel Barbassou", 1877) med flera blivit omtyckta.